# 奧武島 (座間味村)
26°09′12″N 127°16′16″E / 26.15333°N 127.27111°E
奧武島（日语：／ Ō-jima），是慶良間群島中的一個無人島群，行政區劃上屬於沖繩縣島尻郡座間味村。

## 概要
慶良間機場的所在地外地島西南方約2公里小島郡的總稱。最大的是的Ubu岩（うぶ岩），其餘還有Kuba岩（くば岩）、中岩（なか岩）、Yubu岩（ゆぶ岩）等。在已成為海釣、賞鯨和浮潛的據點。 